# Vlha ozdobná
Vlha ozdobná (Merops ornatus) je 21–28 cm velký druh ptáka z čeledi vlhovitých.

## Výskyt
Žije v otevřených lesích a křovinatých krajinách, obvykle blízko vody, na území Austrálie, Indonésie a Nové Guiney.

## biologie
Je částečně tažná, živí se létajícím hmyzem a hnízdí v tunelech, které si sama hloubí ve strmých březích nebo svazích. V jedné snůšce je obvykle 4–5 bílých vajec, na kterých sedí střídavě oba rodiče 22–31 dnů.